# Clupeosoma sufflexale
Clupeosoma sufflexale là một loài bướm đêm trong họ Crambidae.